# Estadio César Flores Marigorda
El Estadio Municipal César Flores Marigorda, también conocido como Estadio de Lambayeque, es un estadio de fútbol localizado en la ciudad de Lambayeque, en el departamento de Lambayeque, Perú. Tras unos años sin  servicio, fue reestructurado a inicios de 2015 para que estuviera a disposición del Club Juan Aurich y juegue en él sus partidos en condición de local en la primera división. El recinto vuelve a ser partícipe del fútbol profesional después de catorce años, la última vez fue en 2001. Y nuevamente en 2020 fue reestructurado con apoyo de la Federación Peruana de Futbol para poder albergar partidos de la primera división.

## Estructura
Cuenta con césped natural y acoge una capacidad para siete mil espectadores, distribuidos en dos tribunas: oriente y occidente. Cumple las expectativas de la ADFP, que pide un aforo mínimo de cinco mil asistentes. Fue reinaugurado en un partido oficial válido por la quinta fecha del Torneo Apertura 2015 entre los equipos de Juan Aurich y San Martín; dando como vencedor al Ciclón por la mínima.